# Richard Potts

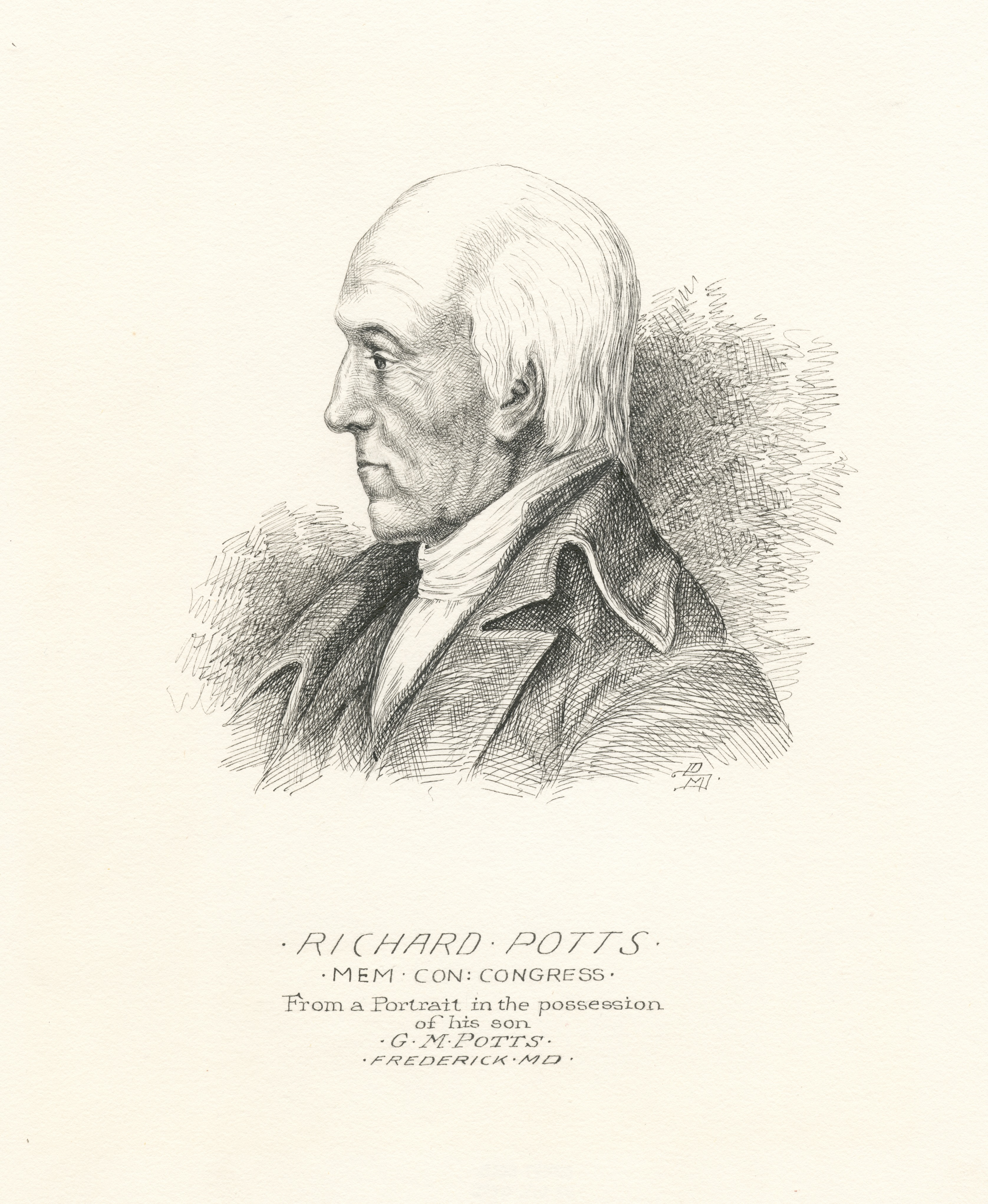
Richard Potts

Richard Potts, född 19 juli 1753 i Upper Marlboro, Maryland, död 26 november 1808 i Frederick, Maryland, var en amerikansk jurist och politiker (federalist). Han representerade delstaten Maryland i USA:s senat 1793–1796.
Potts studerade juridik och inledde 1775 sin karriär som advokat i Frederick County, Maryland. Han var 1781 ledamot av kontinentala kongressen. Han var 1788 delegat till konventet som ratificerade USA:s konstitution för Marylands del. Han var federal åklagare 1789–1791 och därefter domare fram till 1793.
Senator Charles Carroll avgick 1792 och Potts tillträdde den 10 januari 1793 som ledamot av USA:s senat. Han avgick 1796 och efterträddes av John Eager Howard. Potts fick sedan sin gamla domarbefattning tillbaka. Han var därefter 1801–1804 domare i en appellationsdomstol.
Potts var anglikan. Han gravsattes på All Saints' Parish Cemetery och gravplatsen flyttades senare till Mount Olivet Cemetery i Frederick.